# نور (فیلم هندی)
نور (انگلیسی: Noor) فیلم هندی کمدی-درام هندی-زبان، محصول سال ۲۰۱۷ است که کارگردانی آن بر عهده سانهیل سیپی بود و نقش اول فیلم را سوناکشی سینها بازی کرده‌است. اکران جهانی فیلم در روز ۲۱ آوریل ۲۰۱۷ انجام گرفت. فیلمبرداری اصلی در میانه سال ۲۰۱۴ در آر‌کی استودیو در بمبئی شروع شد.